# Fondón
Fondón – gmina w Hiszpanii, w prowincji Almería, w Andaluzji, o powierzchni 91,16 km². W 2011 roku gmina liczyła 989 mieszkańców.